# جين هينتون
جين هينتون (بالإنجليزية: Jane Hinton)‏ (1919-2003 )، إحدى أول امرأتين تحصلان على درجة الدكتوراه في الطب البيطري (1949). قبل دراستها للطب البيطري في جامعة بنسلفانيا، كانت فنية مخبرية في هارفارد، شاركت في تطوير أغار مولر-هينتون؛ وهو مستَنبتٌ يُستخدم اليوم بشكل شائع لاختبار حساسية البكتيريا للمضادات الحيوية. تدرّبت فيما بعد كطبيبة بيطرية للحيوانات الصغيرة في ماساتشوستس، وبعدها شغلت منصب مفتش الحكومة الفدرالية. كانت هينتون ابنة عالم الأحياء الدقيقة وأول أستاذ أمريكي من أصل أفريقي في جامعة هارفارد، ويليام أغسطس هينتون.

## النشأة والتعليم
وُلدت جين هينتون في 1 مايو 1919. كان أبوها، ويليام أغسطس هينتون (1883-1959)، مختصًا في علم الجراثيم وعلم الأمراض وخبيرًا في تشخيص مرض الزهري وعلاجه، بما في ذلك تطوير اختباراتٍ لمرض الزهري. كان ويليام المنحدر عن أجداده من العبيد، أول أستاذ أمريكي من أصل أفريقي في جامعة هارفارد وأول مؤلف أمريكي من أصل أفريقي لكتاب مدرسيّ. دخل الطب المخبريّ لأن العنصرية في بوسطن منعته من الحصول على المعاودَة (فترة التدريب) في الطب. كانت والدة هينتون آدا هاويس (مواليد عام 1878) مُدرّسةً في المدرسة الثانوية وباحثةً اجتماعية، وُلدت في ولاية جورجيا. تزوج ويليام وآدا في 1909. وأنجبا ابنتين؛ جين وآن هينتون جونز. حصلت جين هينتون على شهادتها الجامعية في عمر العشرين من كلية سيمونز في 1939.

## مسيرتها المهنية
في عام 1931، طوّر والد هينتون دورة تقنيات المختبرات الطبية لتصبح متاحة للنساء، رغم أن هذه المهنة لم تكن قد أتيحت للنساء بعد بشكل عام. عملت جين هينتون في مختبرات هارفرد وشاركت في الوقت ذاته في تطوير أغار مولر-هينتون مع جون هوارد ميلر. كان هذا الأغار بيئة طُوّرت لعزل البكتيريا النيسرية التي تسببُ مرض السيلان والتهاب السحايا بالمكورات السحائية. اكتشف ميلر وهينتون أن النشاء بداخل الأغار يساعد على النمو البكتيري ويمنع سموم البكتيريا من التداخل مع اختبار المضادات الحيوية. وقد أصبح هذا المستنبت المستنبتَ الأكثر انتشارًا للبكتيريا النيسرية. في ستينيات القرن العشرين، بيّنت الاختبارات كفاءتها في إظهار ما إذا كانت البكتيريا حساسة للمضادات الحيوية أم لا. اعتمد معهد المعايير السريرية والمخبرية، الذي يضع أفضل المعايير الدولية المخبرية، تقنية كيربي-باير باستخدام أغار ميلر-هينتون معيارًا ذهبيًا لاختبارات المضادات الحيوية.
في أثناء الحرب العالمية الثانية، عملت هينتون أيضًا فنية مخبرية في أريزونا. بعد الحرب، درست هينتون الطب البيطري في جامعة بنسلفانيا، وحصلت على الدكتوراه في الطب البيطري في عام 1949. كانت هينتون وألفريدا جونسون ويب، اللتين تخرجتا مع شهادة الدكتوراه في الطب البيطري في معهد توسكيجي (حاليًا جامعة توسكيجي) في ذلك العام، أول طبيبتين بيطريتين أمريكيتين من أصل أفريقي. كان هناك فقط أربعة أطباء بيطريين أمريكيين من أصل أفريقي قد تخرّجوا في جامعة بنسلفانيا قبل أن تتخرج هينتون، ولم يكن هناك خريج آخر بعدها حتى عام 1968. كانت هينتون وويب أيضًا أول عضوين أمريكيين من أصل أفريقي في جمعية الطب البيطري للنساء.
بعد حصولها على شهادتها، عملت هينتون كطبيبة بيطرية للحيوانات الصغيرة في كانتون، ماساتشوستس، ولاحقًا كمفتشة للحكومة الفدرالية في فرامينغهام، ماساتشوستس.
كُرّمت هينتون، بالإضافة إلى جون تايلور -أول أمريكي من أصل أفريقي يتخرج في كلية الطب البيطري بجامعة بنسلفانيا- خلال الاحتفالات المئوية للكلية من قِبل جمعية طلاب الأقليات البيطرية في عام 1984.
توفيت جين هينتون في 9 أبريل 2003.